# Flerden
Flerden (en romanche, Flearda) es una comuna suiza del cantón de los Grisones, situada en la región de Viamala. Tiene una población estimada, a fines de 2020, de 247 habitantes.
Limita con las comunas de Cazis, Masein, Urmein, Tschappina y Safien.